# Czobor Erzsébet (író)
Báró coborszentmihályi Czobor Erzsébet (1572 – Szomolány, 1626. március 31.) írónő, a nevezetes Czobor család sarja.

## Élete
Báró Czobor Imre alnádor és Perényi Borbála leányaként született magyar főnemesi családba. Thurzó György nádor második neje, akit 1592. február 2-án vett feleségül. Férje halála után a biccsei gimnázium fenntartásáról gondoskodott és segélyezte a wittenbergi magyar tanulókat. Biccsén halt meg. Magyar levelei nevezetesek episztolográfiai irodalmunkban. Deák Farkas Magyar hölgyek levelei című gyűjteményes munkájában 1606–tól 1624-ig terjedő időszakból 19 levelét közli. Ezenkívül még három levélről van tudomásunk, az egyiket férjéhez, Thurzó Györgyhöz, Árva vármegye örökös főispánjához 1594-ben, a másik levelet Abaffy Miklóshoz 1622-ben írta, illetve egy harmadik levelet ugyancsak a férjéhez írt.

## Családja
1592-ben ment feleségül Thurzó Györgyhöz, akinek nyolc gyermeket szült:
- János (fiatalon meghalt)
- Borbála; első férje: gróf monyorókeréki és monoszlói Erdődy Miklós; második férje: gróf trakostyáni Draskovich János
- Ilona; férje: gróf illésházai Illésházy Gáspár
- Imre (1589–1661), Árva vármegye főispánja, a wittenbergi egyetem rektora; felesége: báró bedegi Nyáry Krisztina
- Mária; férje: Vízkelethy Mihály
- Katalin; férje: báró késmárki Thököly István (1581–1651)
- Anna (1565–?); férje: jeszeniczei és budatini báró Szunyogh János (?-1641)
- Erzsébet